# Wu Zhou-dynastie
De Wu Zhou-dynastie (ook wel Tweede Zhou-dynastie) regeerde China tussen 690 en 705 en vormde een onderbreking van de Tang-dynastie (618-905). De dynastie werd gesticht door keizerin Wu Zetian (625-705), toen zij in 690 haar zoon Ruizong tot afstand dwong. Zij was de eerste en enige vrouw in de Chinese geschiedenis die in eigen persoon de titel 'keizer' (皇帝, huangdi) heeft aangenomen. Na haar troonsbestijging in 690 veranderde zij haar eigen naam in Wu Zhao (武曌) en regeerde onder de naam Shengshen Huangdi (聖神皇帝, 'heilige en goddelijke keizer', er bestaat geen vrouwelijke vorm van huangdi). Ze noemde haar dynastie Zhou, naar de Zhou-dynastie uit de Chinese oudheid, die ze beschouwde als haar grote voorbeeld.
Nadat ze in 703 ernstig ziek was geworden, werd zij op 20 februari 705 tijdens een staatsgreep afgezet. Zij werd opgevolgd door haar zoon Zhongzong, die ze in eerder (684) van de troon had verjaagd. Daarmee was de Tang-dynastie hersteld. Wu Zetian stierf op 16 december 705 een natuurlijke dood.

## Jaartitels
De door keizerin Wu gehanteerde jaartitels waren:
| Periode                   | Naam                       |
| ------------------------- | -------------------------- |
| 16 okt. 690 – 21 apr. 692 | Tianshou (天授)            |
| 22 apr. 690 – 22 okt. 692 | Ruyi (如意)                |
| 23 okt. 692 – 8 juni 694  | Changshou (長壽)           |
| 9 juni 694 – 21 jan. 695  | Yanzai (延載)              |
| 22 jan. 695 – 21 okt. 695 | Zhengsheng (證聖)          |
| 22 okt. 695 – 19 jan. 696 | Tiance wansui (天冊萬歲)   |
| 20 jan. 696 – 21 apr. 696 | Wansui dengfeng (萬歲登封) |
| 22 apr. 696 – 28 sep. 697 | Wansui tongtian (萬歲通天) |
| 29 sep. 697 – 19 dec. 697 | Shengong (神功)            |
| 20 dec. 697 – 26 mei 700  | Shengli (聖曆)             |
| 27 mei 700 – 14 feb. 701  | Jiushi (久視)              |
| 15 feb. 701 – 25 nov. 701 | Dazu (大足)                |
| 26 nov. 701 – 29 jan. 705 | Chang'an (長安)            |
| 30 jan. 705 – 3 mrt. 705  | Shenlong (神龍)            |

Shenlong is nog tot 707 gebruikt door keizer Zhongzong.